# Historia del Partido de Merlo
Este artículo trata sobre la historia del partido de Merlo de la provincia de Buenos Aires (Argentina).

## Francisco de Merlo y la fundación del pueblo

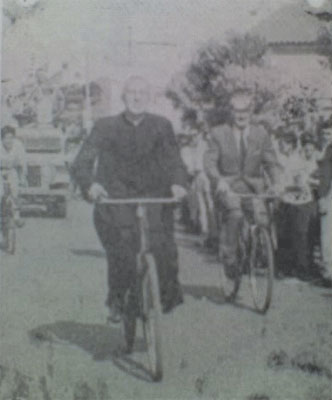
Monseñor Juan Presas (1912-2005), sacerdote e historiador.

El actual partido de Merlo se encuentra en lo que se conocía como el Pago de Las Conchas, un territorio cuyas tierras eran bañadas por el río de Las Conchas, actual río Reconquista. Las tierras eran habitadas por los het o querandíes y por los caníbales chandules, quienes ya habían exterminado a la expedición de Juan Díaz de Solís y enfrentado a los españoles nuevamente en batalla de La Matanza.
En el año 1636 el gobernador del Río de la Plata Pedro Esteban Dávila divide las tierras localizadas en el Pago de las Conchas entre un puñado de vecinos influyentes de Buenos Aires.
Más de la mitad del territorio del actual partido de Merlo le fue concedido a la Compañía de Jesús, dueña de una inmensa estancia que se extendía desde la naciente del río de las Conchas y que culminaba bien entrado el territorio indígena en el río Salado. Lo obtenido de la explotación de las tierras permitía a los jesuitas mantener a las numerosas escuelas que administraban desde 1654, cuando el Cabildo de Buenos Aires les encomendó atender la educación juvenil en la ciudad.
Sobre las tierras regadas por el río de las Conchas los nuevos propietarios se dedicaron a cultivar trigo, huertos de frutales y a la cría de ganado vacuno y ganado menor. En las márgenes del río también se levantaron una serie de molinos harineros. 
Los sacerdotes jesuitas Thomas Falkner y Florián Paucke visitaron la región a mediados del siglo XVIII y la describieron como repleta de ganado vacuno cimarrón y tropillas de caballos que deambulaban sueltos a la merced de jaurías de perros que se alimentaban de ellos y que también solían atacar a los viajeros que se atrevían a internarse en esa región:

...andan de un lugar a otro contra el viento (los caballos cimarrones), y en un viaje que hice al interior el año 1744, hallándome en estas llanuras durante tres semanas, era su número
tan excesivo que durante quince días me rodearon por completo. Algunas veces pasaron por donde yo estaba en grandes tropillas a todo escape, durante dos o tres horas sin cortarse; y durante todo este tiempo, a duras penas pudimos yo y los cuatro indios que entonces me acompañaban librarnos de que nos atropellasen e hiciesen mil pedazos.
Thomas Falkner

...Cruzamos el río De Las Conchas en cuya región vimos manadas de perros cimarrones que suelen alimentarse de terneros y potrillos en el campo; ellos viven en pleno campo, en cuevas debajo de la tierra; según los agujeros por los cuales un campo muy ancho está minado, se puede deducir cuantos miles de perros viven. No les falta alimento alguno, porque sobre este campo pacen tantos miles de ganado astudo y caballos, en parte manso, en parte arisco; si no fuere esto, ningún ser humano podría viajar por este camino sin peligro de ser desgarrado por los perros. Pero, como son perseguidos, se asustan y tienen miedo; en cuanto ven a alguien a caballo, emprenden pronto la huida y buscan sus agujeros Los viajeros que querían dirigirse desde la ciudad de Buenos Aires a la ciudad virreinal de Lima debían cruzar el territorio utilizando el camino conocido como Camino Real o Camino de los Correos.
Florián Paucke

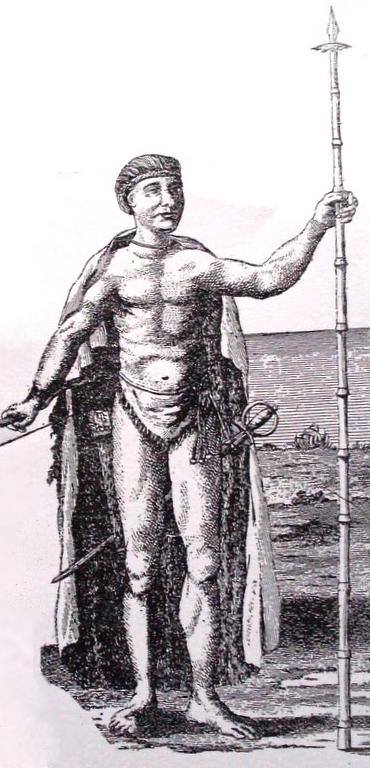
Cacique Cangapol.

A la vera del Camino Real se hallaba una ermita en donde se hallaba una imagen de la Inmaculada Concepción ante la cual los viajeros se prosternaban antes de continuar el viaje tierra adentro. Los locales comenzaron a llamar a esta imagen Nuestra Señora de la Concepción del Camino o simplemente Nuestra Señora del Camino.
A principios del siglo XVIII el comerciante y escribano del Cabildo de Buenos Aires, Francisco de Merlo comienza a adquirir tierras en la región.
Francisco de Merlo decide construir el casco de estancia en una loma a la vera del Camino Real y en 1727 Merlo decide construir en el casco de estancia un oratorio para uso suyo y de su familia que lo coloca bajo la advocación de San Antonio de Padua y la Nuestra Señora de la Concepción del Camino.
Con el tiempo Francisco de Merlo era propietario de casi la mitad del actual partido de Merlo; de hecho, era dueño de Merlo Centro y Merlo Norte, Padua, Libertad y Pontevedra. También era propietario de una buena parte del partido de La Matanza (Rafael Castillo, Isidro Casanova y González Catán) y dueño de algo de los partidos de Morón (Villa Ariza, Castelar Sur), Ituzaingó y Marcos Paz. Sus tierras se extendían del otro lado del río Reconquista siendo propietario de algo del partido de Moreno (Villa Zapiola).
En 1730 la capilla de Francisco de Merlo es designada parroquia transitoria del Curato de la Matanza, un extenso territorio eclesiástico que se extendía desde el río Reconquista hasta el río Matanza y desde el río Salado hasta el actual barrio de Flores inclusive. Con Francisco de Merlo llegaron los padres mercedarios que abrirían una escuela de primeras letras y atenderían espiritualmente a la población campesina. Orden nacida para rescatar cautivos cristianos hechos prisioneros por los musulmanes, los mercedarios se instalaron en Merlo, por entonces frontera con los pampas quienes en sus correrías hacían prisioneras a muchas mujeres cristianas.
En 1740 el cacique de los pampas, Cangapol, unido a picunches y huiliches, lanza dos terribles malones sobre Luján y Arrecifes que dejan como saldo 800 vecinos asesinados.

Escudo de Armas de la familia de Francisco de Merlo, el mismo actualmente es usado por la Ciudad de Merlo y el partido de Merlo como emblema institucional.

Muchos pobladores de la zona buscaron refugio en las cercanías de la estancia de Merlo y se formó un pequeño caserío en derredor del oratorio. Este hecho hizo que en 1743 Francisco de Merlo, mediante una carta enviada por intermedio del Gobernador Ortiz de Rozas y dirigida al rey Felipe V de España, expresa sus deseos de fundar un pueblo en el lugar.
El 31 de agosto de 1754, por Cédula Real de Fernando VI de España, es convalidada la fundación del Pueblo, con el nombre de San Antonio del Camino, con derecho a nombrar cabildo y regidores y a usar  escudo nobiliario. El 28 de agosto de 1755 Francisco de Merlo mediante un edicto hace solemne la fundación y ofrece solares, viviendas y tierras de labranza y pastoreo a todas aquellas personas que quisieran avecinarse.
En 1758 Francisco de Merlo muere sin lograr constituir el cabildo y lega la capilla y tierras a la Orden de los Mercedarios.
Con las tierras donadas por Merlo y con las donadas por el matrimonio Juan Antonio Peña y María Rosa Sejas en el actual partido de Moreno, los mercedarios constituyeron el Hospicio de San Ramón de las Conchas.
Con la muerte de Francisco de Merlo en 1758, Villa San Antonio del Camino o la Parroquia de Merlo comienza un período de estancamiento y declive que durará exactamente cien años.
En 1785 el Cabildo de Buenos Aires decide organizar el territorio bajo su administración en diferentes partidos: el villorrio de Merlo queda bajo la jurisdicción del partido de Morón que tenía su cabecera en el pueblo de Morón. 
En el año 1800 el Virrey Gabriel de Avilés y del Fierro decide crear el partido de las Garzas y Cañada de la Paja o Cañada de la Paja y Capilla de Merlo. El nuevo partido se extendía desde el pueblo de Merlo hasta el río Salado. Se designó al vecino del pueblo de Merlo, don Juan Dios Juárez como Alcalde de Santa Hermandad y el asiento de las autoridades del nuevo partido sería el pueblo de Merlo. En 1805 Merlo y las tierras circundantes vuelven a formar parte del partido de Morón y el resto del territorio del disuelto partido de las Garzas conforman el nuevo partido de San Salvador de los Lobos.
El cura párroco de Morón, don Manuel Gregorio Álvarez, dice que en el pueblo de Merlo solo había unas veinte familias.
El 13 de diciembre de 1821 el gobernador Martín Rodríguez suprime todas las órdenes religiosas en la Provincia de Buenos Aires, y las tierras que la Orden de la Merced poseía en Merlo fueron expropiadas y transferidas al estado provincial que de inmediato las arrienda al comerciante Juan Torres, a la sazón juez de paz de Morón.

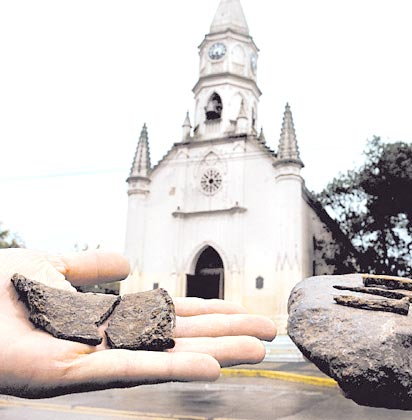
Restos del hospicio.

Hacia 1837 el partido de Morón estaba dividido en cinco divisiones administrativas llamadas cuarteles. La Capilla de Merlo y sus adyacencias se encontraban en el cuartel III. En el cuartel III predominaban los criadores de ganado sobre los agricultores, a pesar de ser una zona en que estaba prohibida la cría de ganado. En 1838 se levanta un censo de habitantes y el Cuartel III arrojó como resultado que había 94 personas repartidas en 15 hogares. El censo reveló la ausencia de panaderos u otros conocedores de oficios manuales en el pueblo de Merlo, a excepción de cuatro lavanderas y una costurera. El pueblito de Merlo era la sede de un acopiador, Salvador Correa, dedicado a la compra de cueros, y de dos pulperos, Jacinto Correa y Francisco de los Santos. Es de destacar que durante el régimen de Juan Manuel de Rosas el poder en el partido de Morón era detentado por personas que tenían sus intereses en el pueblo de Merlo: El juez de Paz Juan Torres arrendaba las tierras del antiguo hospicio de los padres mercedarios. Juan Navarrete, también juez de paz del partido de Morón, compró las tierras vecinas al pueblo de Merlo y Tomás Fernández de Cieza, juez de paz de Morón por diecisiete años, gobernó el partido desde su casa en el pueblito de Merlo.

## Juan Dillon y la segunda fundación de Merlo

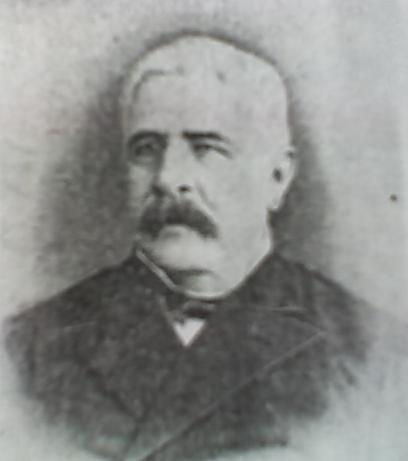
Juan Dillon.

El pueblo de Merlo renace a fines de la década de 1850 como resultado de un proyecto de especulación inmobiliaria del político y estanciero Juan Dillon.
En efecto, Juan Dillon, como administrador de las tierras propiedad de doña Manuela Calderón, su madre, y aprovechando su condición de ser el presidente de municipalidad del Partido de Morón, convence a los ingenieros ferroviarios para que las vías férreas pasaran por sus tierras, cerca del Pueblo de Merlo. De esta manera Dillon esperaba incrementar el valor de sus tierras en una posterior venta. Con la misma intención, Dillon decide reconstruir el Pueblo de Merlo con la intención de vender solares a un mejor precio. Se realiza el trazado de las calles del pueblo que se hallaba alrededor de las ruinas de la iglesia, se reconstruye la iglesia, dona tierras para la estación de ferrocarril, el colegio, plaza y cementerio.
En 1885 los hermanos Mullhall hicieron una breve descripción de Merlo:

Situada a 7 leguas al oeste de Buenos Ayres, Merlo es un partido nuevo que anteriormente pertenecía al de Morón: limita por el norte y por el oeste con Moreno, del que está separado por el Río de las Conchas, al sur por el Matanza y al este por Morón. Ocupa una superficie de 14,2 leguas cuadradas y las más importantes estancias ya han sido mencionadas cuando hablé de Morón. La explotación agropecuaria del Sr. Wyatt Smith es visitada frecuentemente por extranjeros venidos desde Europa, el estado de las instalaciones está en excelentes condiciones y ofrecen una favorable impresión de la vida en el campo, allí hay una gran cantidad de tierra cultivada y la estancia se encuentra a corta distancia tanto de las estaciones de Merlo como de Moreno. En el Partido residen un considerable número de irlandeses que trabajan como puesteros y se dedican a la cría de ovejas y el número total de ingleses superan los 300.  Las estancias de don Juan Dillon y del Sr. Pearson se encuentran cerca del pueblo. El número de cabeza de ganado resulta: 7.255 vacas, 4.400 caballos, 1.568 ovejas de calidad, 301.312 ovejas mestizas, 664 cerdos, siendo un promedio de 500 vacas, 300 caballos y 21.000 ovejas por legua cuadrada. Hay 116 chacras que cubren más de 2.000 acres de tierra labrada. La población es de 1.579 argentinos, 158 ingleses, 110 españoles, 52 italianos, 34 franceses, 2 alemanes, 18 de varias nacionalidades: total 2003. Hay 72 casas y 254 ranchos: 4 alcaldes, 19 tenientes y 6 policías.

En el mismo libro hacen una descripción del pueblo:

Merlo, que se destaca principalmente por ser el punto de unión de las líneas férreas de Lobos y el Ferrocarril del Oeste, es un distrito agrícola, regado por las aguas del Río de Las Conchas, y que comprende cerca de unas 200 chacras, cultivadas por italianos y vascos. El molino que pertenece a los señores Blumstein y Laroche realiza grandes negocios con estos granjeros. La granja conocida como la del Sr. Wyatt Smith fue distinguida como una de las mejores de la provincia, pero esta ha sido vendida y dividida en varias chacras. El pueblo tiene 456 habitantes, una capilla gótica, y escuelas a las que asisten 174 niños. El pueblo está a 7 leguas de Buenos Ayres, a una hora y media por tren. El valor de los solares ha aumentado veinte veces  en los últimos cinco años. La línea ferroviaria a Lobos es de una extensión de 42 millas. Los señores Dillon y Pearson tiene propiedades en el distrito, así como también el señor Bernard Coffin, McLean, y otros extranjeros. El saladero de Silveyra, en este distrito, ha enviado algunas muestras de su producción a Inglaterra en 1874; el establecimiento también fabrica guano artificial de la sangre de los animales.
Handbook of the river Plate republics

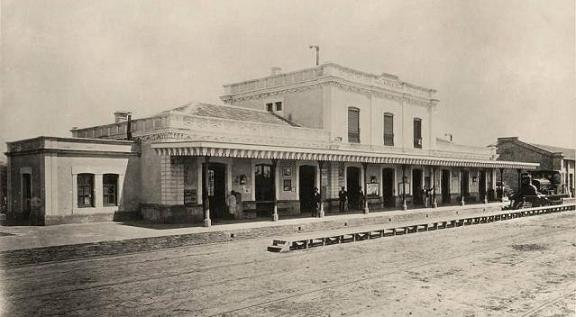
Estación Merlo en 1880.

Según el censo de 1863, las propiedades más grandes del Partido de Merlo eran las de Juan Cascallares (3.482 cuadras, 5.876 ha.), Manuela Calderón de Pearson (2.022 cuadras, 3.412 ha.), Henry Smith (1.400 cuadras, 2.363 ha.) y Juan Brack (Prack) con 150 cuadras o 253 ha.
Dillon decide reconstruir el pueblo de Merlo y en 1859 el arquitecto Pedro Benoit diseña la nueva traza del antiguo pueblo de Merlo de trece calles alrededor del emplazamiento en donde se erguían la antigua capilla y hospicio. El 11 de diciembre del mismo año se libra al servicio público la estación de Merlo, lo que trajo consigo el aumento de la población y el comercio. La estación fue construida en los terrenos donados por la señora Manuela Calderón de Pearson
El 31 de enero de 1864 se inaugura la iglesia de Nuestra Señora de la Merced siendo su primer párroco el sacerdote irlandés Patrick Joseph Dillon. El edificio fue edificado en el mismo lugar en donde se erguía la capilla de Francisco de Merlo y el hospicio mercedario. Fue diseñada por el español Antonio Eyerbe y la obra fue iniciada en 1860. El 25 de octubre de 1864, por ley de la provincia 422, se crea el Partido de Merlo.
En 1865 se constituye el primer gobierno local siendo designado por el gobierno provincial Juan Dillon como Presidente de Municipio del Partido de Merlo.
De acuerdo al sistema electoral argentino de aquella época, solo un reducido grupo de personas, con determinado nivel de ingresos, estaba habilitado a votar; en las elecciones municipales de 1870, de los 2000 habitantes solo votaron sesenta y cuatro varones mayores de edad.

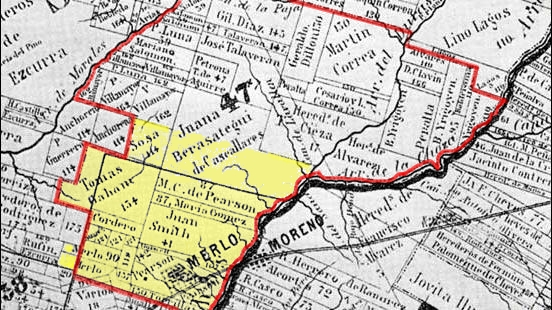
Mapa del Partido de Merlo en 1864.

Dillon propicio la creación del partido de Merlo y fue su primer Presidente de Municipalidad designado por el gobernador de una terna presentada por los cuatro municipales elegidos por los ciudadanos de Merlo en sufragio universal. Dillon construyó la iglesia, el edificio municipal y la escuela. 
Juan Dillon era miembro de la próspera colonia irlandesa de Buenos Aires que comenzó a llegar al país pocos años luego de que Argentina obtuviese su independencia. Los irlandeses se dedicaron a la cría de ovejas y en pocos años se convirtieron en prósperos estancieros. Su creciente poder económico pronto comenzó a reflejarse en un creciente poder político. El padre Anthony Dominic Fahy primero y el padre Dillon después, trabajaron duro para que sus compatriotas se organizaran para defender sus derechos. El padre Dillon organiza a los estancieros irlandeses en el General Brown Club un club político que fue instrumento para que los estancieros irlandeses comenzaran a ocupar posiciones claves en el gobierno municipal de los distintos partidos de la Provincia de Buenos Aires. Por eso, el hecho que Dillon y sus compatriotas gobernara el nuevo Partido de Merlo no era un caso excepcional, sino que esto sucedía en todos los pueblos de la provincia.
En 1873 Thomas Gaham, uno de los integrantes del primer gobierno municipal del partido, vende sus tierras a la compañía La Territorial para el loteo de lo que con los años se conocería como el pueblo de Pontevedra. Como socios de La Territorial encontramos nuevamente a los hermanos Quintana: Enrique y el futuro presidente Manuel. La traza urbana fue diseñada por Juan Dillon hijo. En el mismo año se inaugura el por aquel entonces conocido "Cementerio Nuevo", el actual cementerio municipal Santa Isabel.

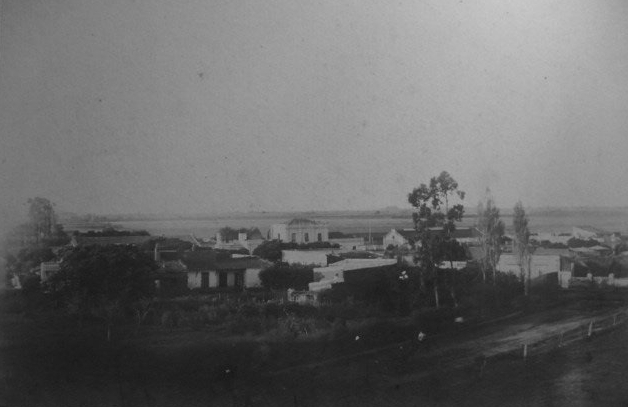
El «Pueblo de la Estación», 1880.

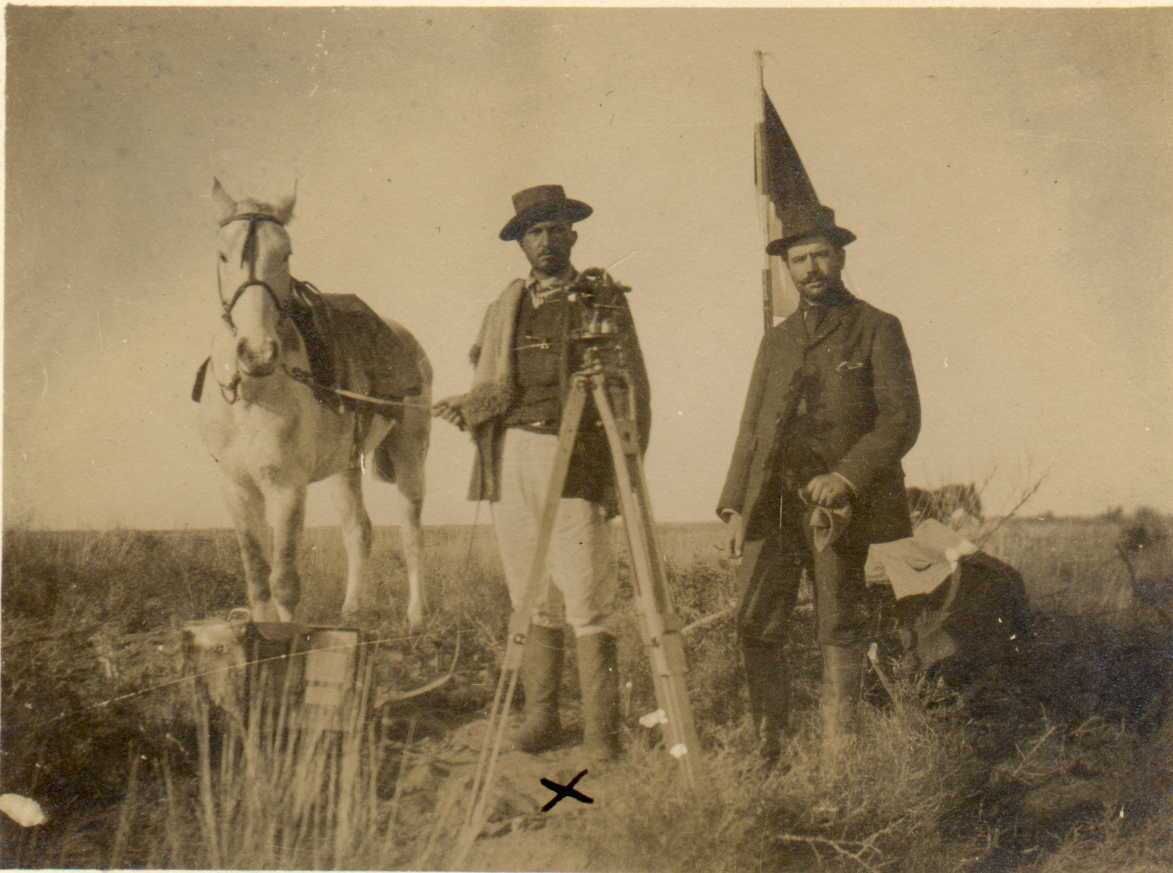
Carlos Chapeaurouge (de traje y pantalones oscuros).

En 1870 un grupo de hacendados, entre los que se contaba la familia Cascallares, comenzó a trabajar para que se creara una línea de ferrocarril que uniera el pueblo de Merlo con el de Lobos; la intención era que las vías férreas pasasen por sus tierras y, al igual que hiciera años antes Juan Dillon, sus tierras se valorizasen y pudieran ser vendidas a buen precio. El 24 de diciembre de 1870 se inaugura la Estación Coronel Doctor Marcos Paz y en 1873 se realizan los primeros loteos de las tierras aledañas a la estación, tierras que pertenecían a Juan Manuel Feijoó, Juan Bonora, Enrique Quintana y su hermano Manuel Quintana, futuro presidente de la Nación Argentina. En 1876 la Municipalidad de Merlo comisiona al ingeniero Carlos Chapeaurouge la traza del nuevo pueblo. En 1877, el mismo grupo de hacendados que gestionaron el trazado del ferrocarril, peticiona al gobierno provincial que el pueblo de Marcos Paz fuese declarado cabecera de un nuevo partido. En 1878 el Partido de Merlo pierde más de la mitad de su territorio con la creación del Partido de Marcos Paz. De los cuatro cuarteles en que se dividía, Merlo pierde el cuartel III y IV y parte del cuartel II en favor del nuevo partido.

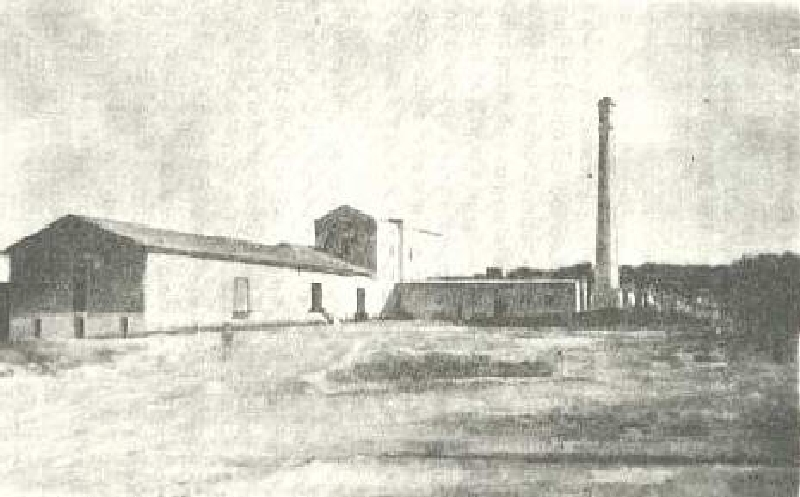
Molino harinero, c. 1870

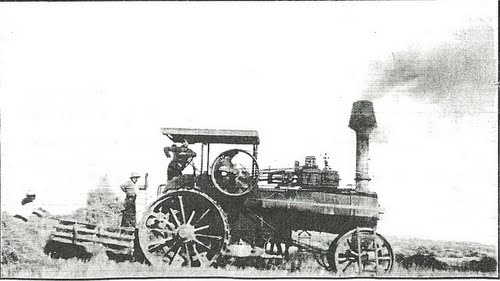
Trabajando en el campo, c. 1880

A mediados del siglo XIX, como consecuencia de la Revolución Industrial, comenzó a crecer la demanda de lana de oveja para abastecer a las fábricas de Liverpool y Merlo —como el resto de la campaña bonaerense— se convirtió en un distrito en donde se criaba fundamentalmente ovejas, en estancias administradas principalmente por inmigrantes venidos de Irlanda.
En 1861, el viajero inglés Thomas Woodbine Hinchliff hace una descripción de la estancia de su amigo Henry Smith, quien fuera miembro de la comisión de vecinos que trabajó por la creación del Partido de Merlo:

En medio de toda aquella agitación fui a pasar algunos días con mi amigo Mr. Harry Smith en su estancia de Merlo, a unas treinta millas de Buenos Aires (...) Merlo es una estación de ferrocarril en la línea que corre hacia el oeste, desde la ciudad, por lo que tomamos boleto en la estación de la plaza del Parque (...) Un muchacho muy pintoresco y de aspecto salvaje, con algo de indio, había traído caballos a la estación, de manera que no tuvimos más que galopar derecho a la estancia por un campo llano. La casa estaba muy bien situada a la orilla de un monte de durazneros (...) Con el comienzo de la primavera las plantas florecían y me agradó muy particularmente una avenida bordeada por un iris muy grande y hermoso, perfectamente blanco y con un delicado perfume. Hicimos un delicioso paseo a caballo por las inmediaciones durante algunas horas, pasando por una hermosa casa de campo de la familia Alcorta, y visitamos lo que es considerado como una gran curiosidad en el campo: algunos franceses emprendedores han edificado un gran molino de harina al borde de un arroyo, y por medio de una represa en la corriente han obtenido una poderosa fuerza de agua que hace girar la rueda. El costo debe de haber sido grande. La maquinaria era de primer orden. En una comarca tan admirablemente apta como ésta para apacentar ovejas, el cultivo de cereales ha sido descuidado en extremo, pero la ventaja del transporte a la ciudad realizado ahora por el ferrocarril, ha de atraer mayor atención hacia ese cultivo.

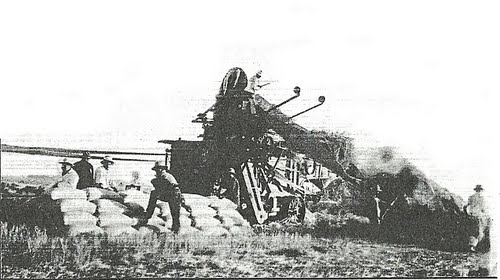
Trabajando en el campo, c. 1880

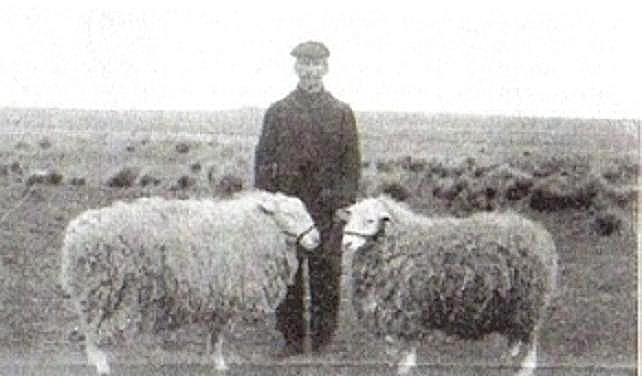
Reproductores merinos, c. 1900.

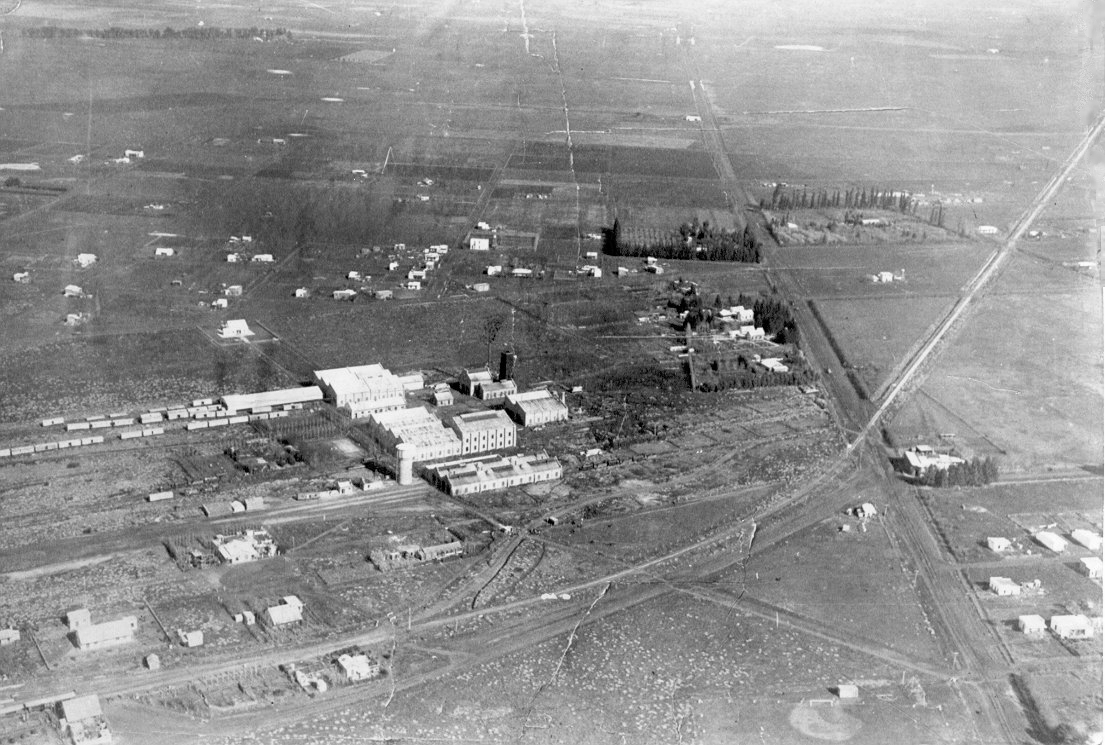
Talleres ferroviarios, Libertad, c. 1920.

Según el censo provincial de 1866, en el Partido de Merlo —que por aquel entonces incluía a Marcos Paz— había 1.568 ovejas sajonas, 135.144 ovejas mestizas finas y 136.038 ovejas mestizas de menor calidad.
En Merlo había 67 estancias en las que además de ovejas se criaban 7.225 cabezas de ganado vacuno, 2.632 cabezas de ganado yeguarizo, 1.768 cabezas de ganado caballar y 664 cerdos. Además, se hallaban sembradas 210 cuadras (354 ha.) con trigo, 361 cuadras (609 ha.) con maíz y 73 cuadras (123 ha.) cultivadas con alfalfa. Además había 455.675 árboles de durazno plantados.
Gran parte de los criadores de ovejas eran inmigrantes irlandeses: 117 personas que habitaban Merlo en 1866 se declaraban irlandeses, además de los 41 habitantes que se declaraban ingleses aunque muchos de ellos también eran irlandeses, haciendo de esta comunidad la colectividad extranjera más numerosa de Merlo en 1866. Del total de habitantes en ese año, 1.579 eran argentinos, 84 franceses, 82 españoles, 52 italianos, 28 vascos, 7 uruguayos, 5 portugueses, 3 suizos, 2 alemanes, 2 americanos y 1 boliviano. En 1866, 26 merlenses servían en la Campaña al Paraguay y 4 en la Campaña de la Frontera. En Merlo había 22 almacenes y pulperías.
A principios del siglo XX, Merlo se había convertido en un próspero pueblo de campo en donde los vecinos pudientes de Buenos Aires solían pasar los veranos. Para llegar a Merlo, los turistas utilizaban el tren del Ferrocarril Oeste de Buenos Aires disfrutando del paisaje de la campaña bonaerense. Estos veraneantes pasaban el estío en las estancias y chacras, se bañaban y navegaban en las por entonces claras aguas del Río Reconquista, jugaban golf en el Ituzaingó Golf Club y en el Libertad Golf Club. Otros asistían al Club de Planeadores Albatros o presenciaba las carreras de turismo carretera, la Doble Merlo-Navarro, que se desarrollaba por la actual Ruta 200, que solo estaba asfaltada por una sola mano. Entre las familias que pasaban los veranos en Merlo se pueden mencionar a los Braun Menéndez, la familia de Juan José Romero, la familia de Gastón Tobal quien era yerno de José Figueroa Alcorta que solía pasar los veranos con su yerno y de su hija, la familia de John Hamilton quien era propietario de unas islas del archipiélago de las Islas Malvinas y la familia del señor Freidenberg, dueño de las tierras que hoy es el pueblo balneario de Santa Teresita. Los vecinos y veraneantes también podían pasar su tiempo de ocio en las instalaciones del Club Atlético Argentino de Merlo, fundado en 1906 por empleados ferroviarios ubicada en la cuadra en donde hoy está la escuela de educación media Manuel Belgrano y en donde se practicaba fútbol, tenis y críquet.

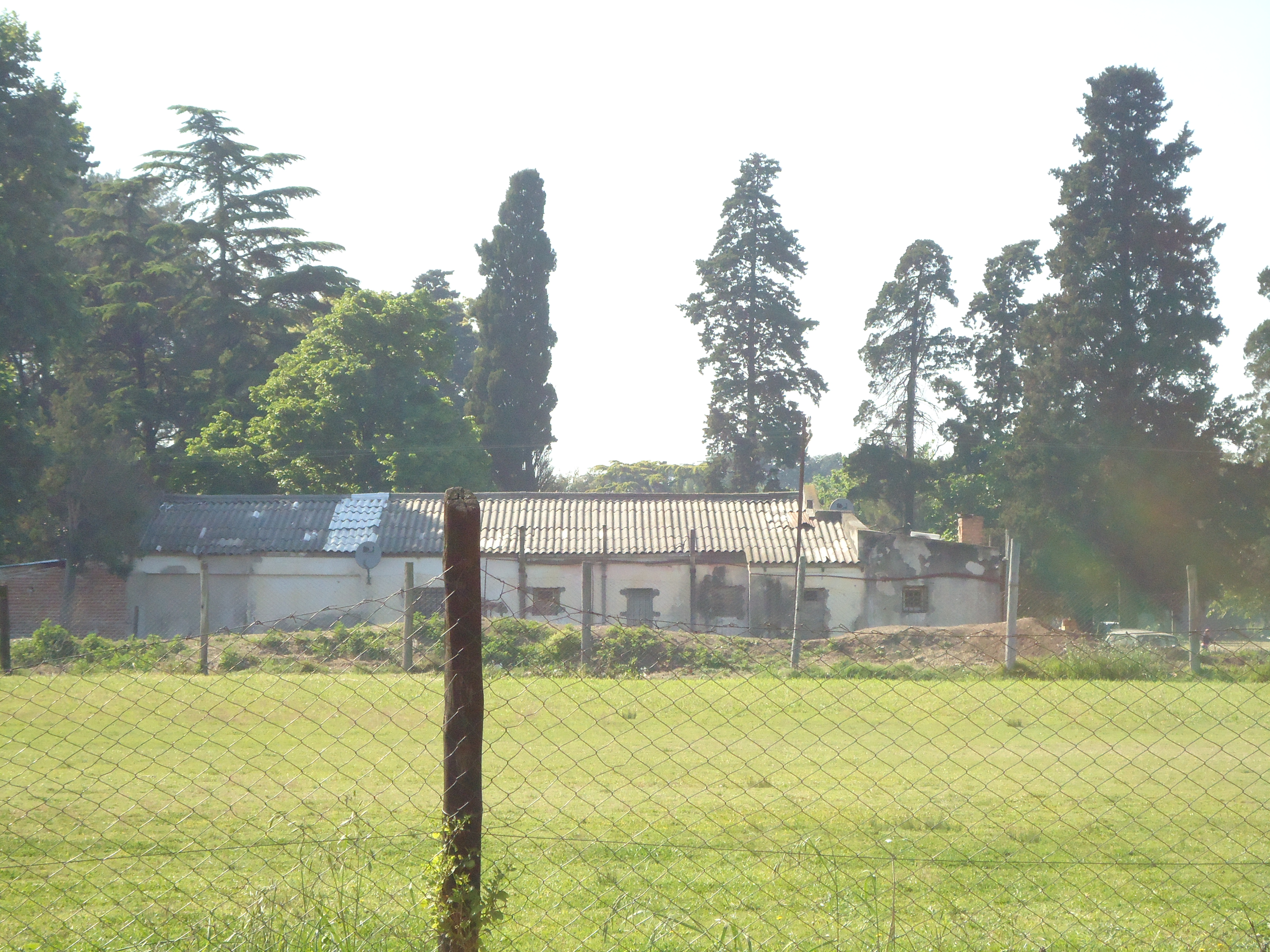
Vieja Estación Maipú.

En 1877 la Municipalidad de Merlo encomendó al ingeniero municipal, Juan Dillon (hijo), la traza del Pueblo de Maipú. En ese año se inauguró la estación de ferrocarril pero el pueblo no prosperó y la zona fue habitada recién en la segunda mitad del siglo XX, cuando nuevos vecinos se asentaron en la región dando origen a los barrios de Loma Florida y Altos de Merlo.
Hacia 1870, un modesto caserío comenzó a formarse alrededor de una posta y hostería de propiedad de Juan Carniglia. La hostería —o pulpería, como se denominan a estos establecimientos en Argentina— se llamaba La Libertad, y se encontraba en plena zona rural, y servía de lugar de descanso para las personas que se internaba al interior de la pampa. El nombre de la hostería sería adoptado por el pueblo que comenzó a desarrollarse hacia 1910: Libertad.

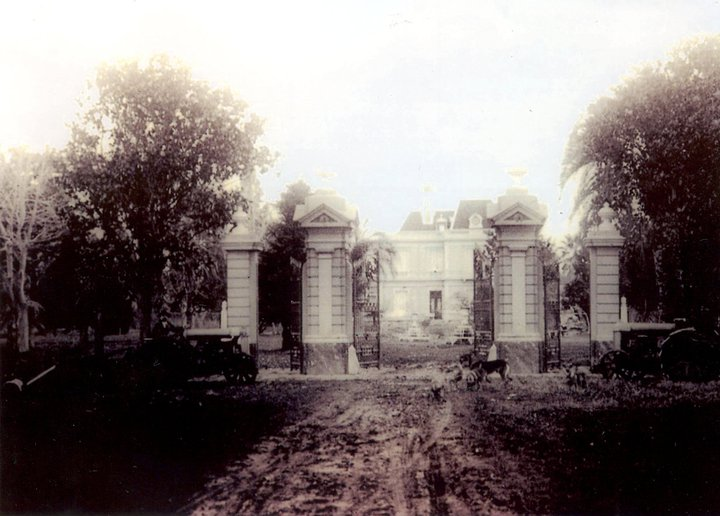
Estancia Echeverry.

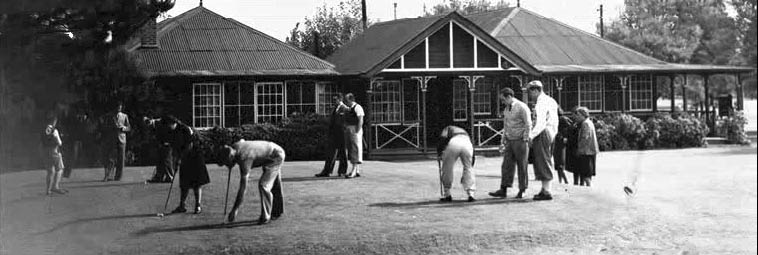
Club de golf de Libertad, c. 1940.

Si bien los locales fijan como fecha de fundación de Libertad en 1893 cuando el señor Carniglia termina de pagar el préstamo por la compra de la hostería, sería más adecuado fijar el nacimiento del pueblo en 1909. En efecto, en 1909, se inaugura la estación de ferrocarril La Libertad, que poco tiempo después se conocería solo como Libertad. En ese mismo año, y como consecuencia de la inauguración de la estación, la señora Geogette Salier de Hillner vender sus tierras que eran conocidas como el Monte de los Duraznos y que hoy es la zona céntrica de Libertad. En 1911 comienza a funcionar el taller del ferrocarril. En mayo de 1904 comienza a funcionar la primera escuela de Libertad como escuela rural. El 28 de junio de 1914 se funda el Club Atlético Ferrocarril Midland y en 1928 el Libertad Golf Club, ambas instituciones fundadas por empleados jerárquicos ingleses que trabajaban en el ferrocarril.
En 1909, el mismo año en que Libertad comenzaba a surgir como un próspero pueblo rural, Rodolfo Posse -en nombre y representación de la Compañía General de Tabacos- el 16 de agosto firma la escritura de compra venta del campo de 759 hectáreas de Antonina Cascallares, iniciándose así el proyecto fundacional de Mariano Acosta. A tal efecto, la empresa tabaquera, en vista de revalorizar sus tierras, tramita ante Ferrocarril del Sud que se traslade la estación de trenes de Mariano Acosta del kilómetro 34, 800 al kilómetro 40, 300. De esta manera, el 15 de noviembre de 1910 se autoriza librar al público la Estación Mariano Acosta en su nueva ubicación y el pueblo creado a su alrededor, conocido como Villa Posse, pronto adoptó el nombre de Mariano Acosta.

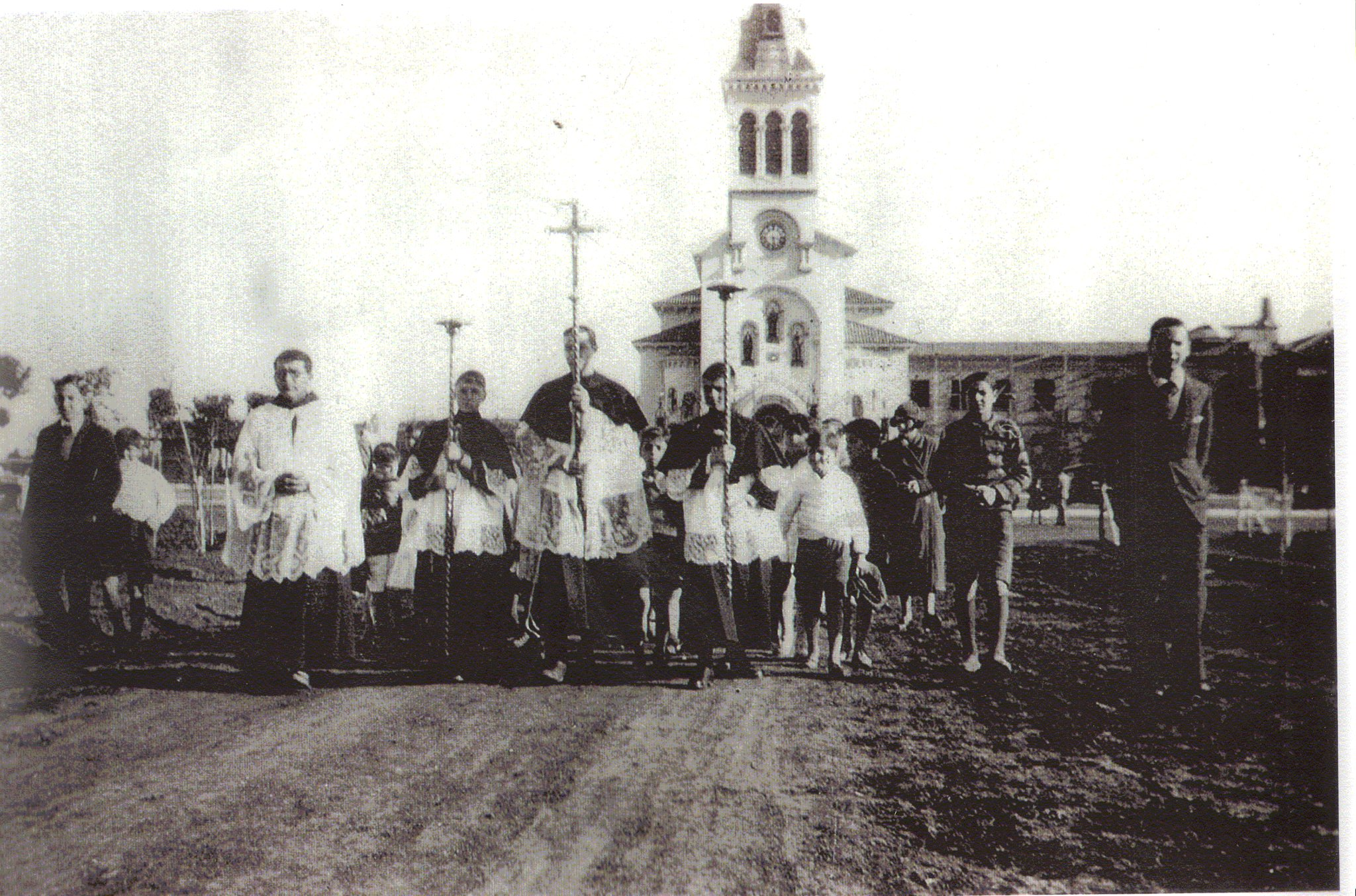
Procesión saliendo de la Iglesia de San Antonio de Padua.

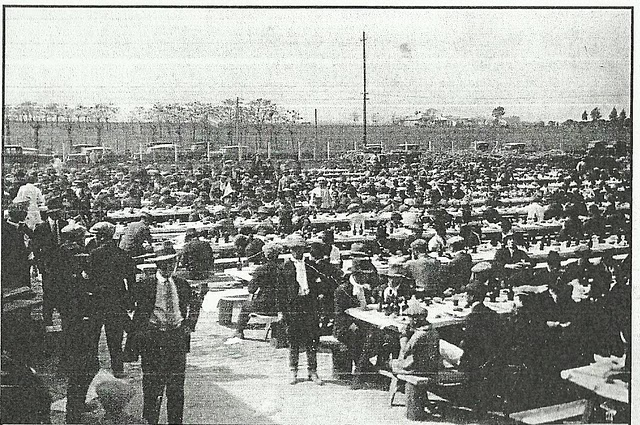
Festejos populares, Libertad, 1929.

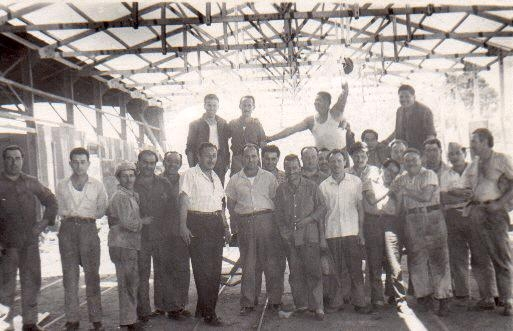
Trabajadores del Ferrocarril Midland.

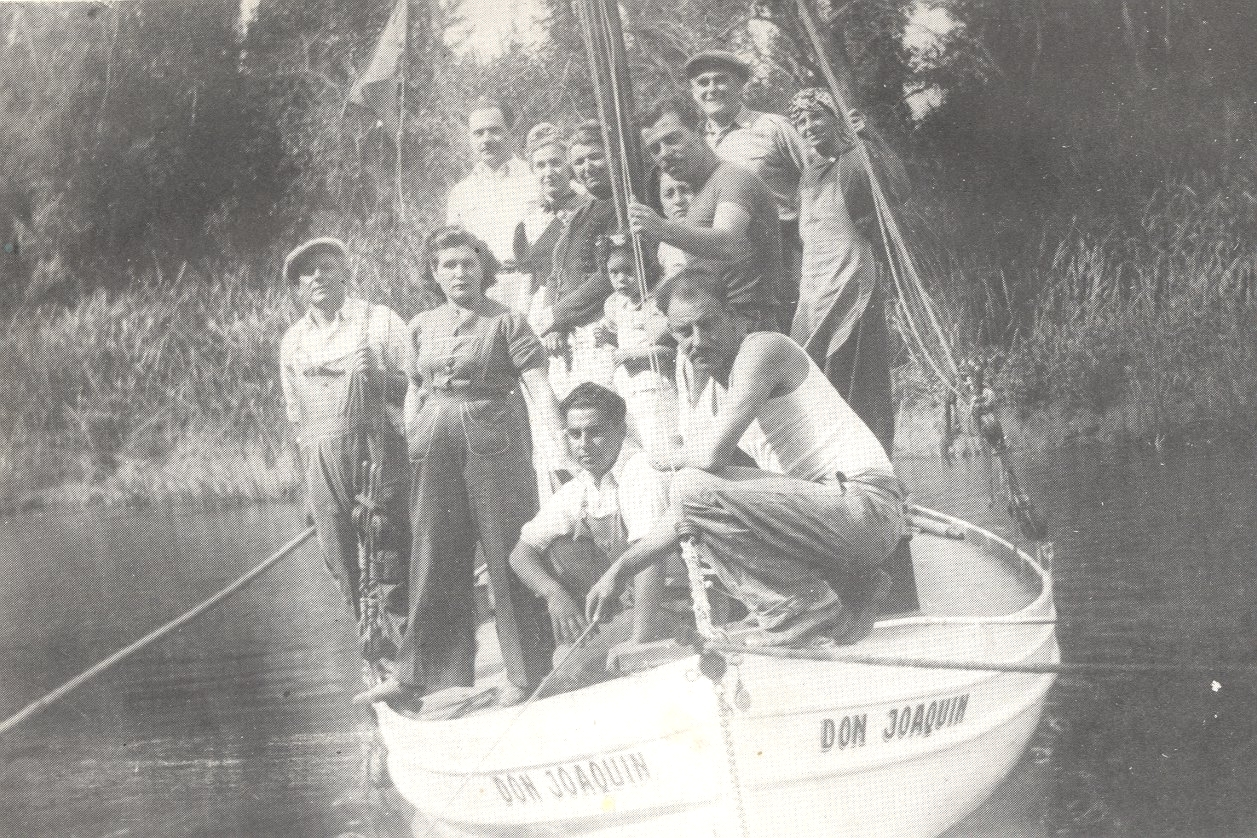
Vecinos navegando por el Río Reconquista.

San Antonio de Padua, la quinta localidad de Merlo, también surge alrededor de una estación de ferrocarril, en la década de 1930. En 1919, Guillermo Seré y Miguel Mihanovich funda el Ituzaingó Golf Club. Para tener acceso al club se decide abrir una parada de trenes en sus inmediaciones y en 1923 se abre para el uso público la Parada del Golf. En la inauguración, la estación se la consagra a San Antonio de Padua y al poco tiempo tano la estación como el incipiente pueblo que se formaba a su alrededor, comenzaron a conocerse como San Antonio de Padua. Recién en la década de 1930 comienzan a venderse las tierras para su urbanización. En 1931 se inaugura la Iglesia de San Antonio de Padua y en 1926 el club CASA de Padua. En las décadas siguientes los nuevos vecinos hacen de Padua un pueblo pujante que crece tan aceleradamente que desplaza al resto de las localidades de Merlo.
Hacia fines del Siglo XIX y principios del Siglo XX comenzaron a instalarse en Merlo un gran número de inmigrantes vascos. Ya en las primeras décadas del siglo XX los vascos son la principal mano de obra agraria en el partido, transformando a Merlo en una «verdadera vasconia». Los vascos se dedicaron casi exclusivamente a la cría de ganado vacuno para la producción de leche en tambos. Aróstegui, Etchart, Etchegoyen, Etcheverry, Linzuain, Ilaregui, Salaverry, Indart, Martiarena, Landaburu, Dambolena, Estevarena, Irazu, Olaechea, Haristeguy, Arrieta, Iparraguirre, Leguía, Echegaray, Saldubehere, Irigoin, Sala (Salle), Uthurralt, Aranguren, Alzugaray y Bidegorry son los nombres de algunas de las familias vascas que como estancieros, arrendatarios o como peones, reemplazaron a los irlandeses de mediados del siglo XIX como trabajadores de campo y que eran el corazón de la economía agraria de Merlo de comienzos del siglo XX. Con 500 ha. la Estancia Etcheverry proveía de leche a la empresa Kasdorf S. A., y Pedro Uthurralt, con una propiedad de más de 1000 ha. en Merlo, fue el fundador de la empresa de productos lácteos La Vascongada S. A., empresa que dejó de existir en la década de 1980. 
En las décadas siguientes, inmigrantes portugueses y japoneses se sumaron a la labor agrícola como trabajadores en las distintas huertas que había en Merlo, y en las últimas décadas del siglo XX se sumaron inmigrantes bolivianos a la labor agrícola.
Muchos merlenses se empleaban en las distintas fábricas de ladrillos, como la Compañía General de Ladrillos, cuya producción se destinaba en la construcción de las obras del Ferrocarril del Oeste y de los palacetes de Buenos Aires como el Teatro Colón.
La familia Spinedi, inmigrantes suizos, fueron propietarios de la cabaña La Helvecia desde 1884 hasta 1935 en la que se producían ganado vacuno de la raza Holando Argentina y Shorthorn y ovinos de la raza Hampshire Dawn que fueron premiados en la Exposición Rural Argentina.
En Merlo también se cultivaba arroz en las orillas del Río Reconquista, existían huertas de manzanas, duraznos y se criaban tropillas de caballos que fueron destinadas a los campos de batalla de la Gran Guerra.
En las primeras décadas del siglo XX se realizan importantes obras viales: en 1929 se inaugura el hospital municipal, se pavimenta el camino que une Merlo con Libertad, la actual Avenida de la Calle Real. En ese mismo año se pavimenta el tramo de la Avenida Rivadavia que une a Morón con Merlo. En las décadas siguientes se pavimenta el camino que une Merlo con Navarro, la actual Ruta 200, y el camino que une Libertad con Pontevedra, la actual Ruta 21.

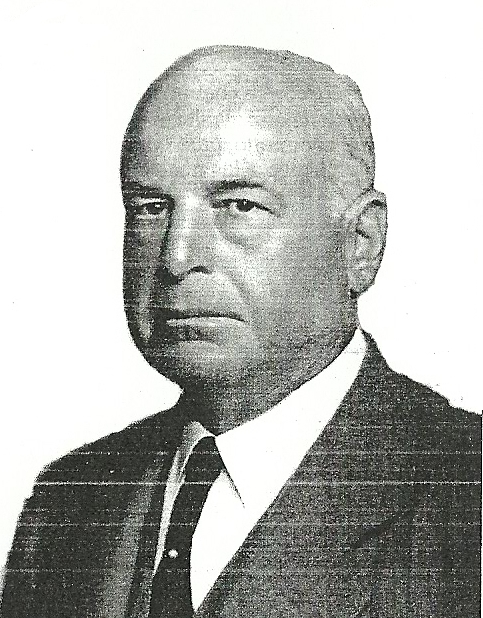
Ángel Lagomarsino (1890-1961).

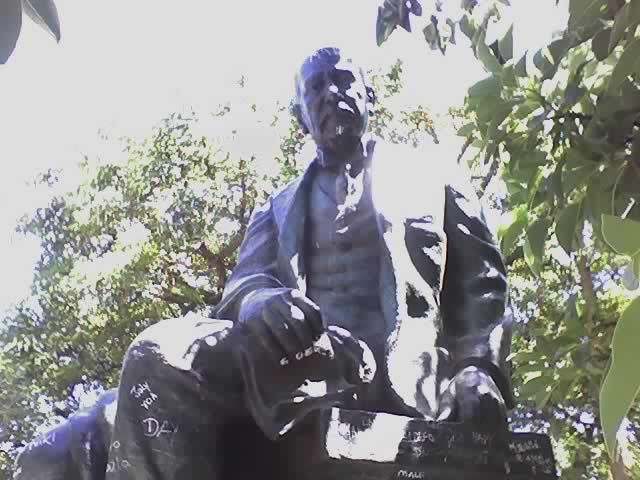
Manuel Fresco (padre), líder del Partido Conservador en Merlo.

Durante la primera mitad del siglo XX, radicales y conservadores se alternaban en la intendencia de Merlo; los conservadores eran acaudillados por la familia Fresco, uno de cuyos miembros fue el gobernador Manuel Fresco, y los radicales eran acaudillados por la familia Lagomarsino, descendientes del inmigrante italiano Salvador Lagomarsino, quien se instaló en Merlo en la década de 1870.
Político, benefactor y filántropo, el médico Ángel Lagomarsino, atendía a los vecinos menos favorecidos gratis y hasta llegaba a pagar los medicamentos de su propio bolsillo. Trabajó hasta el final de su vida ya que no pudo jubilarse por no cobrar la consulta médica a muchos de sus pacientes. Solía traer una vaca de su propiedad para que los niños carenciados pudieran tomar leche. En una oportunidad pagó a un aviador para que lo trasladara hasta el pueblo de Pontevedra para atender a un paciente ya que los caminos de tierra estaban anegados por las lluvias. Lagomarsino adquiere las tierras en donde se levantaría el hospital municipal. Los hacendados y veraneantes de Merlo contribuyeron económicamente con la construcción del hospital. Por ejemplo, el hacendado escocés John Hamilton —paciente de Lagomarsino y a pedido de este— provee todos los cobertores del hospital como pago de los honorarios médicos que le adeuda a Lagomarsino. Lagomarsino dona el solar en donde se construye el hospital.

## Merlo se transforma en un suburbio del Gran Buenos Aires
El año 1948 es un año señero para Merlo. En ese año se vende la estancia Echeverry, una finca aledaña al pueblo de Merlo. Las tierras son destinadas a crear una urbanización que nace con el nombre de Barrio Parque San Martín y que daría origen a la última localidad del partido, la ciudad de Parque San Martín. La operación de venta de la estancia Echeverry solo es equiparable con la operación inmobiliaria realizada por Juan Dillon, casi cien años antes. Pero la venta de la estancia y su posterior urbanización es un hecho que conlleva un significado de mucho mayor valor simbólico y que marca una nueva etapa en la historia de Merlo: Merlo deja de ser un apacible pueblo de campo para convertirse en un populoso suburbio del naciente Gran Buenos Aires.

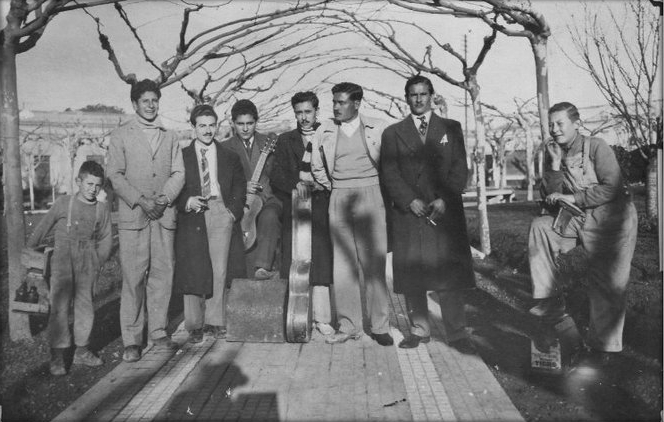
Músicos chamameceros posando en Plaza Mitre, c. 1950.

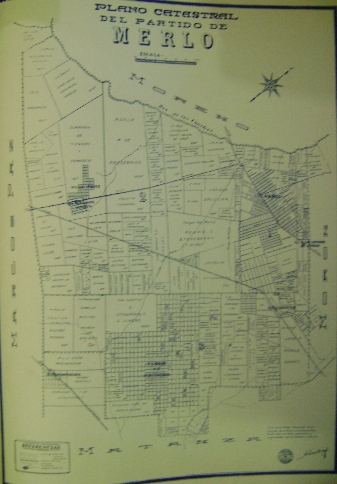
Mapa de Merlo, 1939.

Decenas de miles de personas de condición humilde, buscando un futuro mejor para ellas y para sus hijos, dejan sus provincias para establecerse en las cercanías de la ciudad de Buenos Aires, atraídos por los mejores salarios que la industria manufacturera pagaba durante el Proceso de Industrialización del Primer Peronismo (1947-1955). Miles de correntinos, santiagueños, cordobeses, tucumanos, paraguayos, chaqueños y de otras provincias y países limítrofes, comienzan a establecerse en Merlo y las distintas tradiciones que traían de sus provincias comienzan a fusionarse en una sola. Durante la semana, miles de hombres y mujeres se trasladaban hasta la Estación Merlo para dirigirse luego a Buenos Aires y otras localidades pujantes del conurbano para ganarse el salario que le permitiría sostener a sus familia; en los días de descanso se dedicaban a construir sus casas con sus propias manos  y así las populosas barriadas obreras comienzan a crecer y extenderse en donde antes solo había estancias y granjas lecheras. Estos nuevos merlenses comienzan a identificarse con el naciente peronismo, que comienza a ser la opción política predominante de Merlo.
Entre los «nuevos merlenses» también llegaron personas de lugares tan distantes como del Japón que se instalaron en el pueblo de Libertad en 1935 y que en 1950 fundan el club japonés, en el mismo año que un grupo de familias inmigrantes de Polonia también se instalan en Merlo en el barrio hoy conocido como Águila Blanca.
En los siguientes años se pueden destacar algunos acontecimientos: en 1952 se instala en el partido el complejo militar G1VA de la Fuerza Aérea Argentina, en 1954 se funda el Club 9 de Julio, conocido posteriormente como Deportivo Merlo, en 1967, durante la intendencia de Luis Monetti, el municipio adquiere el predio de la quinta La Colonial, en donde en la actualidad se realizan conciertos gratuitos de importantes bandas de rock. En 1968 se crea el Museo Municipal de Historia, Ciencias y Arte de Merlo

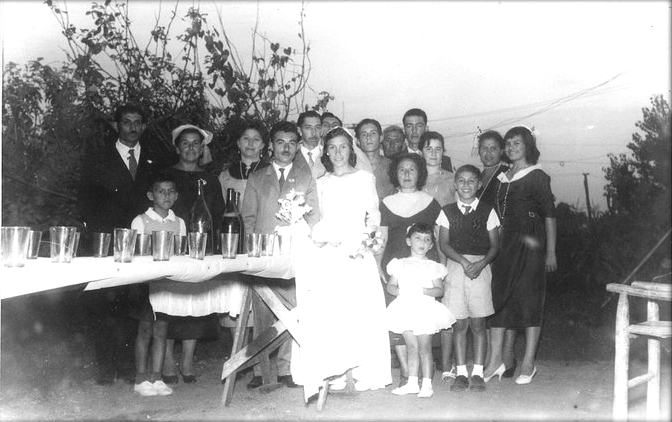
Casamiento, c. 1960.

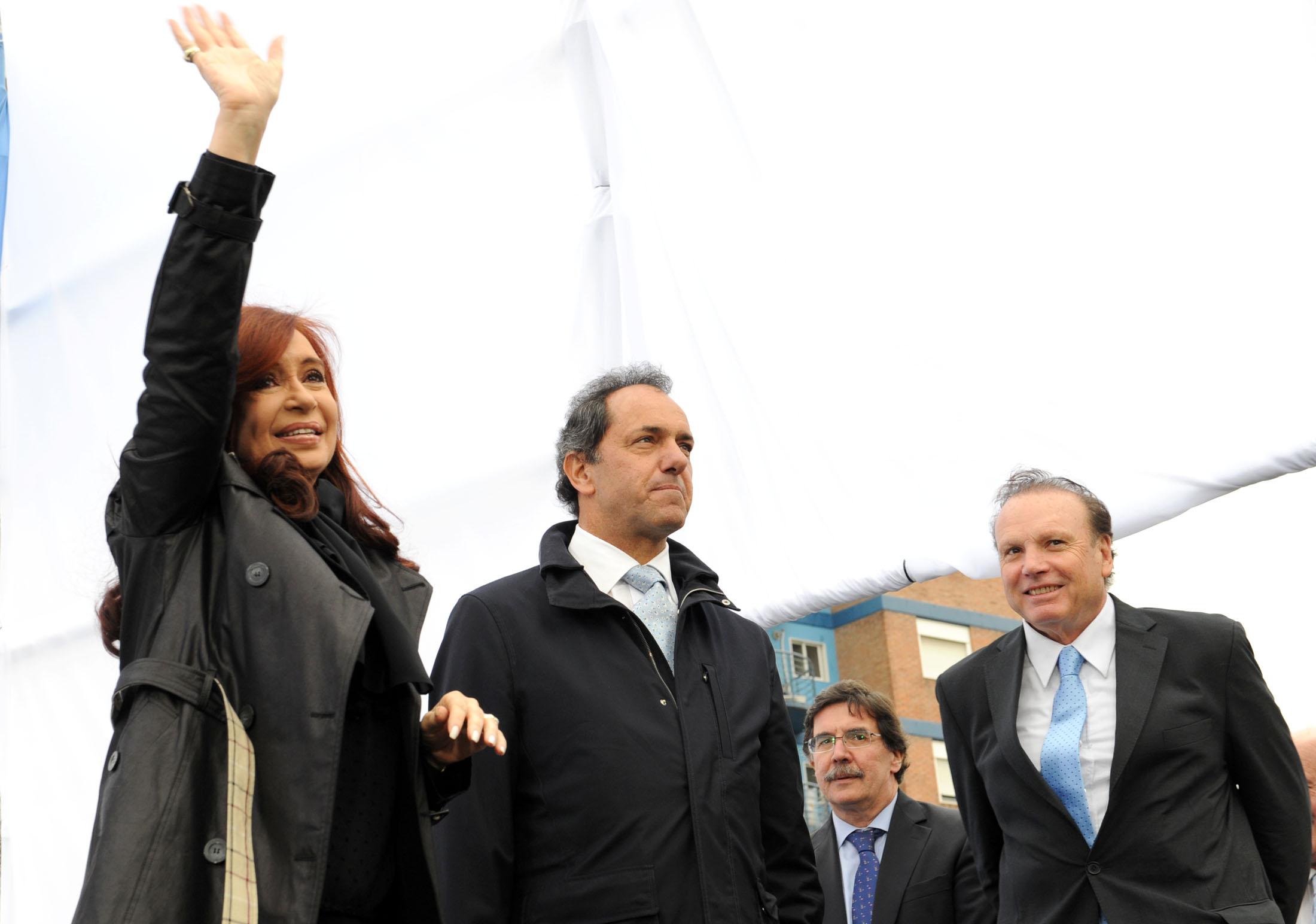
Presidenta Cristina Fernández, gobernador Daniel Scioli, ministro Alberto Sileoni y Raúl Othacehé, inaugurando la Universidad Nacional del Oeste.

Hacia fines de la década de 1960, Argentina comenzó a experimentar una desaceleración del crecimiento económico y entró en un período de estancamiento y decadencia. En el Gran Buenos Aires el deterioro de la economía se exteriorizó en la degradación de las condiciones materiales de existencia de la mayor parte de su población obrera. Como ejemplo de este proceso decadente podemos señalar el cierre de los talleres del Ferrocarril Midland en el año 1969 por decisión de las autoridades nacionales. Los más de mil vecinos que trabajaban en los talleres -en su gran mayoría habitantes del populoso barrio de Villa Amelia- quedaron de la noche a la mañana sin empleo. Dicho barrio se convirtió en una zona marginal y económicamente deprimida..
La población de Merlo continúa creciendo de manera exponencial: el 11 de septiembre de 1974, San Antonio de Padua es declarada ciudad, Parque San Martín el 4 de diciembre de 1975, Libertad el 14 de octubre de 1983, Mariano Acosta 18 de octubre de 1984  y el 9 de octubre de 1991 Pontevedra.
El actual intendente municipal de Merlo es el Dr. Gustavo Adolfo Menéndez (Partido Justicialista), quien inició sus funciones el 10 de diciembre de 2015.